# Lydham
Lydham – wieś w Anglii, w hrabstwie Shropshire. Leży 27 km na południowy zachód od miasta Shrewsbury i 226 km na północny zachód od Londynu. Miejscowość liczy 199 mieszkańców.